# Zygnemataceae
Zygnematacae constituyen una familia de vegetales filamentosos no ramificados. El más conocido de los géneros de esta familia es Spirogyra. Las especies de Spirogyra se pueden observar en primavera como masas flotantes de un color verde amarillento, en aguas tranquilas. Presentan las paredes celulares lisas, sin poros. Los filamentos crecen de forma intercalar por alargamiento y división transversal de todas las células que lo conforman.

## Referencias

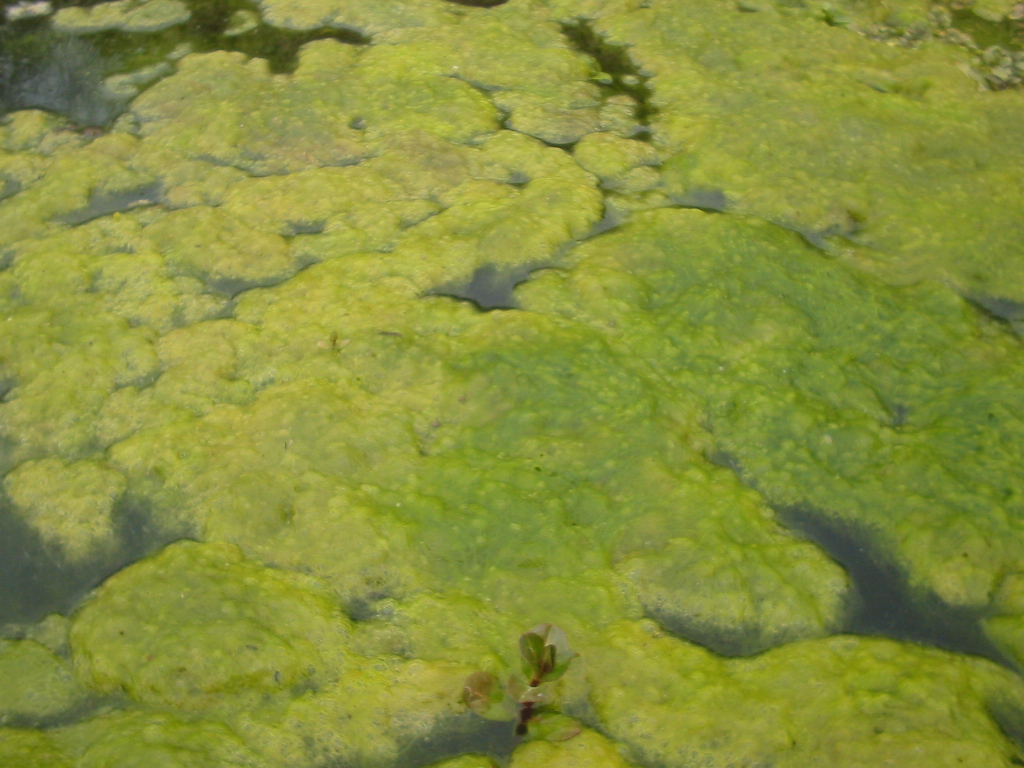
Spirogyra esteras en un estanque.

## Géneros
| - Ghosella - Lloydina - Mougeotia - Mougeotiella - Mougeotiopsis | - Neozygnema - Sangirellum - Sirocladium - Sirogonium - Spirogyra | - Temnogametum - Temnogyra - Transeauina - Zygnema - Zygnemopsis - Zygogonium |